# Sinomach Automobile
Sinomach Automobile Company Limited — китайская компания, занимающаяся импортом, экспортом, дистрибуцией и техническим обслуживанием легковых и грузовых автомобилей (в том числе подержанных); развивает собственную сеть автосалонов. Штаб-квартира расположена в Пекине. Входит в состав государственного конгломерата Sinomach Group.

## История
Компания Sinomach Automobile Co. Ltd. была основана 18 ноября 2011 года. 55 % акций принадлежит материнской компании China National Machinery Industry Corporation.
К 2015 году в Китае было продано 222 908 автомобилей, прибыль составила 481 млн юаней, а выручка — 64,18 млрд юаней.

## В России
Компания Sinomach Automobile начала деятельность в России в 2023 году. 28 ноября 2023 года компания стала дистрибьютером внедорожника Oting Paladin на базе Nissan Terra, Nissan Xterra и Nissan Pathfinder с силовыми агрегатами от Mitsubishi. От базовых моделей Paladin отличается видоизменённой решёткой радиатора и модернизированным салоном. По габаритам модель сопоставима с Tank 500. Ожидается, что к 2024 году компания станет дистрибьютером ещё трёх моделей.
На первом этапе было открыто 15 автосалонов в Москве и Санкт-Петербурге. В дальнейшем сеть была расширена.
В конце 2024 года был представлен пикап Oting Palasso на базе Nissan Navara D23 и Dongfeng Rich 7. По лицензии он оснащён 2,0-литровым двигателем Mitsubishi 4K31 мощностью 218 л. с. и крутящим моментом 360 Н⋅м в паре с восьмиступенчатой автоматической трансмиссией ZF. Максимальная скорость составляет 170 км/ч.